# Maschinenversicherung
Eine Maschinenversicherung dient der Absicherung von Unternehmen gegen das Kostenrisiko der Reparatur oder des Ersatzes von beschädigten Maschinen und Anlagen. 

## Gegenstand der Versicherung
Die Maschinenversicherung bietet nach den Allgemeinen Bedingungen für die Maschinenversicherung (AMB 2011) Schutz gegen „unvorhergesehen eintretende Schäden“ an Maschinen. Die Maschinenversicherung ist eine Allgefahrenversicherung (All-Risks-Police). Die vom Vertrag umfassten Maschinen sind demnach ursachenunabhängig gegen alle potenziellen Beschädigungen versichert, es sei denn, einzelne Gefahren sind ausdrücklich im Vertrag ausgeschlossen. Bei dem Schaden muss es sich um einen Sachschaden handeln. 
Versicherungsschutz besteht für alle im Versicherungsvertrag bezeichneten Maschinen(teile) am bezeichneten Versicherungsort.

## Versicherungsleistung
Bei einem Teilschaden werden die Wiederherstellungskosten ersetzt, abzüglich des Werts des bei der Reparatur anfallenden Altmaterials und der vereinbarten Selbstbeteiligung. Auch kann der Versicherer einen Abzug „neu für alt“ vornehmen. Ein Teilschaden liegt dann vor, wenn die Wiederherstellungskosten geringer sind als der Zeitwert der beschädigten Maschine. Der Zeitwert ergibt sich aus dem Neuwert abzüglich des durch Abnutzung geminderten Werts. Der Versicherungsnehmer muss die Maschine nicht reparieren lassen, um die Ersatzleistung zu erhalten. 
Bei einem Totalschaden ersetzt der Versicherer den Zeitwert abzüglich des Werts des Altmaterials sowie des vereinbarten Selbstbehaltes. Ein Totalschaden liegt vor, wenn die Wiederherstellungskosten den Zeitwert der versicherten Sache unmittelbar vor Schadeneintritt übersteigen. 

## Ausschlüsse
Reine Schönheitsschäden sind vom Versicherungsumfang nicht erfasst, sofern durch den Schaden die technische Brauchbarkeit nicht betroffen ist. Auch Vermögensschäden sind vom Schutzumfang ausgeschlossen. Zudem sind Schäden, die aus der unmittelbaren betrieblichen Beanspruchung einer versicherten Maschine entstehen (Abnutzung), ebenfalls nicht versichert. 
Zu Standardausschlüssen gehören auch Schäden aufgrund von Kernenergie, Terrorismus sowie Kriegs- und kriegsähnlichen Zuständen. Schäden durch Elementargefahren (Hochwasser, Erdbeben etc.) sind häufig ebenfalls vertraglich ausgeschlossen.
Ein Diebstahl der Maschine stellt keinen Sachschaden dar und ist nicht versichert. Beschädigt ein Dieb jedoch die Maschine, fallen diese Schäden unter den Versicherungsschutz. 
Verweigert der Versicherer die Zahlung aufgrund eines Ausschlusses, hat er darzulegen und zu beweisen, dass der Schaden durch ein ausgeschlossenes Risiko eingetreten ist.

## Dauer des Versicherungsschutzes
Im Versicherungsvertrag ist in der Regel der Zeitpunkt benannt, ab dem der Versicherungsschutz greift. Dies setzt die Betriebsfähigkeit der Maschine voraus. 
Der Versicherungsvertrag kann zum einen durch Zeitablauf enden. Zum anderen haben beide Parteien nach einem Schadenfall das Recht zur einseitigen Kündigung des Vertrags (Schadenfallkündigung). Häufig bietet der Versicherer nach einem Schadenfall eine Verlängerung des Versicherungsschutzes nur gegen eine erhöhte Prämie an. Die Schadenfallkündigung kann vertraglich ausgeschlossen werden.